# Múscul erector de la columna
El múscul erector de la columna (musculus erector spinae) o múscul sacrospinal, és un conjunt de músculs situats a l'esquena. El nom de sacrospinal apareixia en textos més antics. Un terme més modern és múscul extensor de la columna, encara que no és d'ús generalitzat. No és un múscul ben diferenciat, sinó un conjunt de músculs i tendons. Es combinen i s'estenen més o menys verticalment. S'estenen al llarg de les regions lumbar, toràcica i cervical, i es troben en els solcs laterals de la columna vertebral.

## Estructura, origen i insercions
El sacrospinal cobreix les regions lumbar i toràcica de la fàscia toracolumbar, i la regió cervical mitjançant el lligament nucal. Aquesta gran massa muscular i tendinosa varia en grandària i estructura segons les diferents parts de la columna vertebral.
- A la regió sacra, és estreta i punxeguda, i en el seu origen la seva estructura és fonamentalment tendinosa.
- A la regió lumbar és més gran, i forma una massa espessa carnosa que, a mesura que va cap amunt, es subdivideix en tres columnes i van disminuint gradualment de mida. Es van inserint en vèrtebres i costelles.

El múscul sacrospinal sorgeix de la superfície anterior d'un tendó ample i gruixut, que s'adjunta a la carena mitjana del sacre, a les apòfisis espinoses de la regió lumbar i a les vèrtebres toràciques onzena (D XI) i dotzena (D XII), al lligament supraespinós, a la part posterior del llavi intern de les crestes ilíaques i a les crestes laterals del sacre, on s'uneix amb el lligament sacrotuberós i els lligaments sacreilíacs posteriors. Algunes de les seves fibres són contigües a les fibres que donen origen al múscul gluti major.

## Grups musculars
Les fibres musculars formen una gran massa carnosa que a la regió lumbar superior es divideix en tres columnes que es poden considerar alhora en grups musculars diferenciats: 
- la columna lateral forma el múscul iliocostal (Iliocostalis)
- la columna intermèdia forma el múscul llarguíssim (longissimus)
- la columna medial forma el múscul espinós (spinalis).

Cadascun d'aquests músculs consta de tres parts, que repeteix una mateixa estructura de baix a dalt.
| Insercions                                 | Columna lateral Múscul iliocostal | Columna intermèdia Múscul llarguíssim | Columna medial Múscul espinós |
| Vèrtebres toràciques inferiors i costelles | I. lumbar                         |                                       |                               |
| Vèrtebres dorsals superiors i costelles    | I. dorsal                         | Ll. toràcic                           | E. dorsal                     |
| Vèrtebres cervicals                        | I. cervical                       | Cervical transvers                    | E. del coll                   |
| Crani                                      |                                   | Complex menor                         | E. del cap                    |

### Múscul iliocostal
El múscul iliocostal s'origina al sacre, en l'aponeurosi del sacrospinal i la cresta ilíaca. Té tres insercions diferents segons les seves zones d'ubicació:
- Iliocostal lumbar, a la part lumbar. La seva inserció es troba entre els parells de costelles de la 12a a 7a.
- Iliocostal toràcic; la seva inserció s'estén des de les últimes 6 costelles fins a les primeres 6 costelles.
- Iliocostal cervical, que va des de les 6 primeres costelles fins al tubercle posterior de l'apòfisi transversa de la C6 a C4.

### Múscul llarguíssim
El múscul llarguíssim consta de tres parts amb diferents orígens i insercions:
- El llarguíssim toràcic; s'origina al sacre, en l'apòfisi espinosa de les vèrtebres lumbars i en les apòfisis transverses de l'última vèrtebra toràcica. S'insereix en l'apòfisi transversa de la vèrtebra lumbar, en l'aponeurosi del sacrospinal, en les costelles i en l'apòfisi costal de les vèrtebres lumbars.
- El llarguíssim cervical s'origina en l'apòfisi transversal de les T6 - T1 i s'insereix en l'apòfisi transversa de les C7 - C2.
- El llarguíssim del cap s'origina en l'apòfisi transversa de T3 - T1 i passant per la C7 - C3, s'insereix en l'apòfisi mastoide de l'os temporal.

### Múscul espinós
El múscul espinós també consta de tres parts:
- L'espinós toràcic s'origina en l'apòfisi espinosa de la tercera vèrtebra lumbar (L3) fins a la desena dorsal (D10); s'insereix en les apòfisis espinoses de les vèrtebres dorsals D8 - D2.
- L'espinós cervical s'origina en les apòfisis espinoses de les vèrtebres D2 - C6 i s'insereix en les apòfisis espinoses de les vèrtebres cervicals C2 - C4.
- L'espinós del cap són unes fibres inconstants del múscul espinós que discorren per les vèrtebres cervicals i toràciques superiors, inserint-se en la protuberància occipital externa.

## Imatges

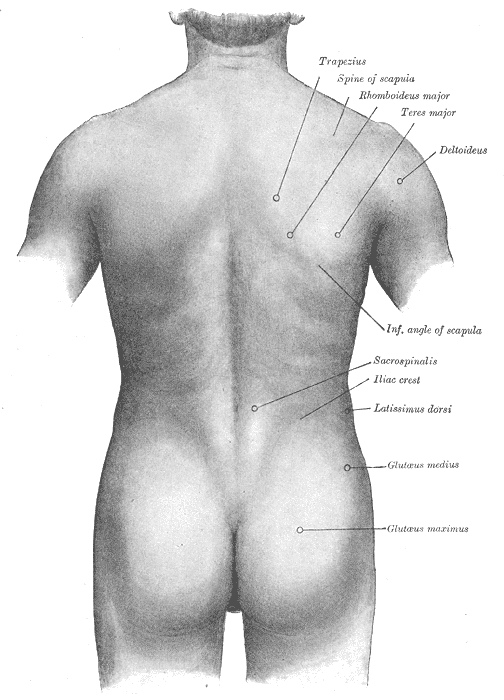
Anatomia de la superfície de l'esquena.
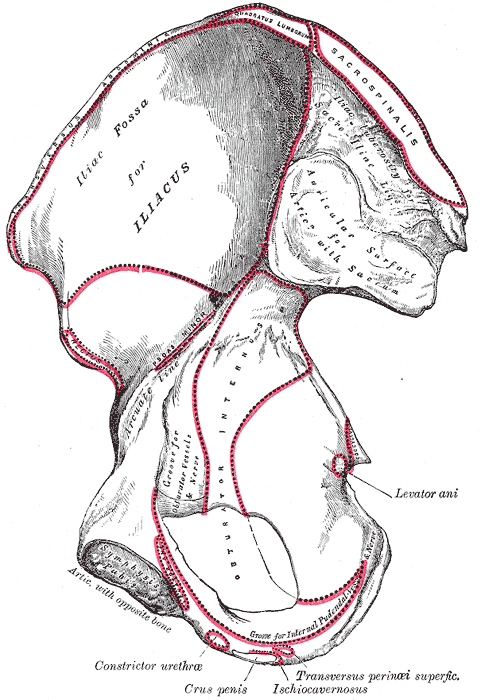
Os del maluc dret. Superfície interna.
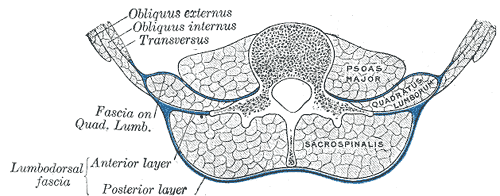
Secció transversal de la paret abdominal posterior.

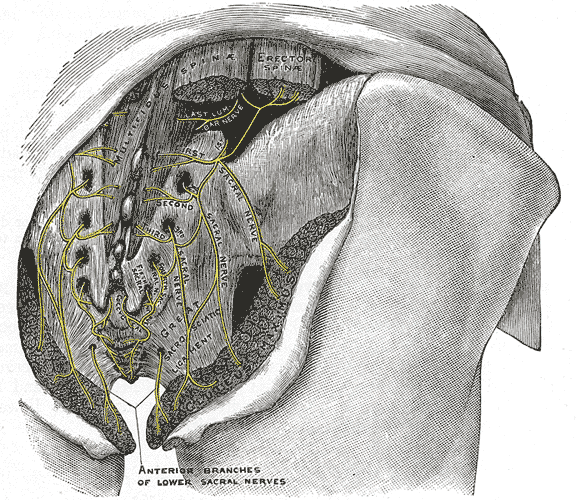
Divisió posterior dels nervis sacres.
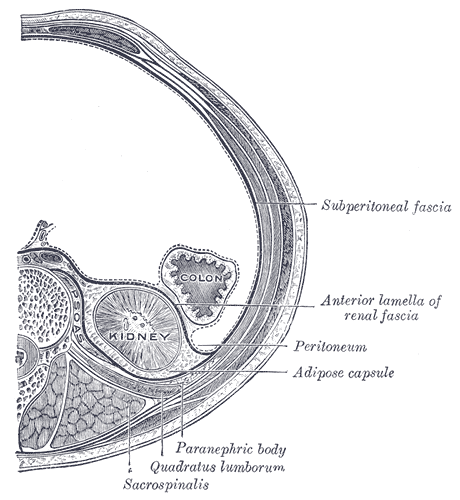
Secció transversal on es mostra estructures anatòmiques de la zona renal.
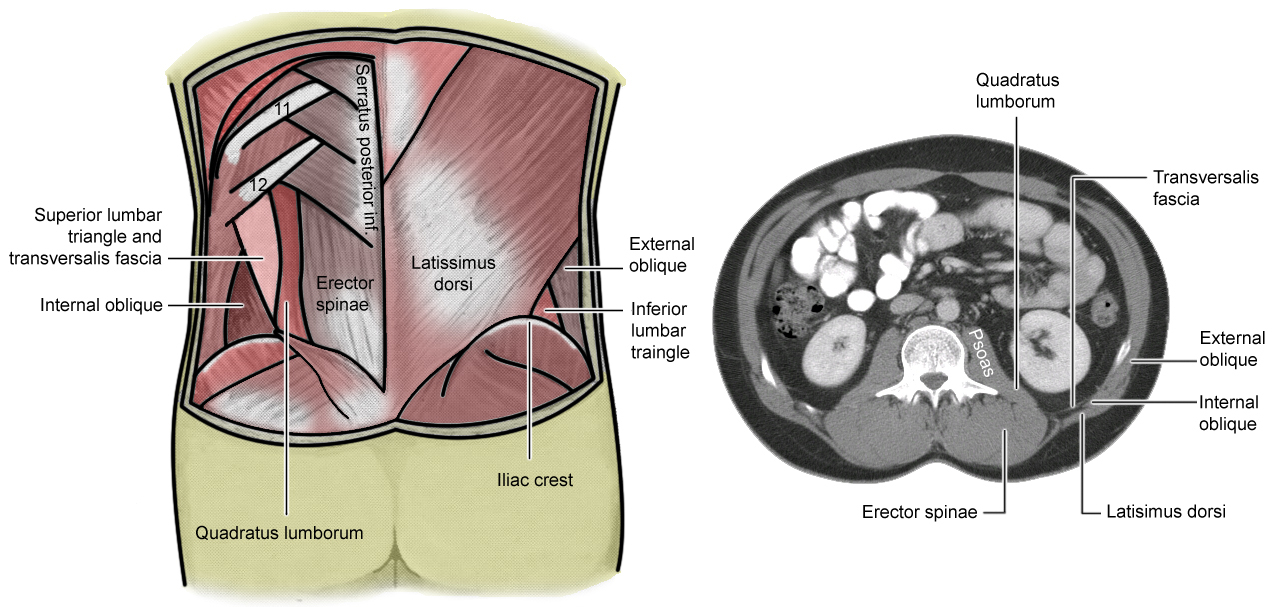
Triangle lumbar.